# 밥 고세
밥 고세(Bob Gosse, 1963년 1월 9일 ~ )는 미국의 영화 감독, 영화 프로듀서, 배우이다.
롱아일랜드에서 태어났다.

## 영화
- 아이 홉 데이 서브 비어 인 헬 (2009년)
- 투나잇 앳 눈 (2006년)
- 줄리 존슨 (2001년)
- 나이아가라 나이아가라 (1997년)
- 라스트 홈런 (1996년)
- 뉴저지 드라이브 (1995년)
- 나디아 (1994년)
- 핸드 건 (1994년)
- 블루 벤젠스 (1989년)